# La Nuit de Yalda
Pour plus de détails, voir Fiche technique et Distribution.
La Nuit de Yalda (en persan: شب یلدا, Shab-e Yalda)  est un film iranien de Kiumars Pourahmad, sorti en 2001.

## Synopsis
Hamed (Mohammad Reza Foroutan), qui aime pourtant sa femme et son enfant, les envoie à l'étranger. Sa femme l'appelle pour lui dire qu'elle est obligée de divorcer de lui et épouser un dénommé Monsieur Sharifi, car elle ne connaît aucun autre moyen d'obtenir un visa de long séjour à l'étranger. Hamed n'est pas d'accord. Mais elle épouse Sharifi sans le consentement de Hamed. Dans un état de dépression, ce dernier s'isole chez lui. Dans une communication téléphonique, Madame Ferdowsi le consolera de son chagrin et ira lui rendre visite.

## Fiche technique
- Costumes : Mehraneh Rabi
- Photographie : Hossein Djafarian
- Montage : Kiumars Pourahmad
- Musique : Hamid Reza Yaraghchian
- Production : Taghi Aligholizadeh
- Langue : persan

## Distribution
- Mohammad Reza Foroutan : Hamed
- Parvin Dokht Yazdanian : Aziz
- Elham Charkhandeh : Mahnaz
- Hilda Hashempour : Paria Ferdowsi
- Maryam Pourahmad : Nazi